# الأنثروبولوجيا في 1880 - 1889
الخط الزمني للأنثروبولوجيا, 1880–1889

## أحداث
1884
تأسيس متحف بيت ريفرز .
1887
تأسيس متحف جامعة بنسلفانيا الآثار والأنثروبولوجيا والتي تأسست

## منشورات
1881
- بيوت وحياة البيت عند السكان الأصليين الأمريكي، (بالإنجليزية: Houses and House-life of the American Aborigines)‏ للويس هنري مورغان

1887
- الطوطمية، (بالإنجليزية: Totemism)‏ لجيمس فريزر

## ولادات
1881
- ألفريد رادكليف براون
- فرانك غولدسميث شبيك

1884
- جون هارينغتون بيبودي
- آرثر موريس هوكارت
- برونسيلاف مالينوفسكي
- إدوارد سابير

1887
- روث بنديكت
- إدوارد وينسلو جيفورد

1888
- خايمي دي انغولو

## وفيات
1881
- جون فيرغسون ماكلينن
- لويس هنري مورغان

1887
- يوهان ياكوب باخوفن

1888
- إدوين هاميلتون ديفيس
- هنري مين
- نيكولاي ميكولوكو مالاي
- افرايم جورج سكوير